# رونالد میر
رونالد میر (انگلیسی: Ronald Meyer؛ زادهٔ ۲۴ سپتامبر ۱۹۴۴) کارآفرین، بازرگان و مدیر ارشد اجرایی آمریکایی است، که در حال حاضر به‌عنوان مدیر عامل اجرایی شرکت وایلد بانچ و رئیس هیئت مدیره شرکت یونیورسال استودیوز فعالیت می‌کند.